# Bernhard Švarc
Bernhard Švarc, (Rajnsford kod Grajca 12. avgusta 1844 — Visbaden, 8. februara 1901) njemački protestantski svještenik, putopisac, pripovjedač i profesor zemljopisa.
Bio je protestantski svještenik u Frajbergu, u Saksoniji, ali ga je veliko interesovanje za zemljopis odvelo na daleka svjetska putovanja, na kojima je proveo najveći dio svog života, trudeći se da sakupi što više zemljopisnog materijala. Objavljivao je svoje zapise sa putovanja kao priloge u časopisima i novinama, a činio je to na veoma uspješan i deskriptivan način, tako da je u književnim leksikonima uz njegovo ime, pored oznake da je bio putopisac, zabilježeno da je bio i pripovjedač. Proputovao je Evropu, Sjevernu Afriku, Bliski Istok, a nekoliko godina pred smrt bio je i u Sibiru, ostavljajući i o ovom putovanju putopis (Quer durch Sibirien, 1898). S obzirom na to da je za vrijeme svojih putovanja prikupio značajan zemljopisni metarijal i na taj način stekao stručnu reputaciju, od 1880. godine predavao je zemljopis na Akademiji za rudarstvo u Frajbergu. Iako njegova zemljopisna otkrića i njegovi radovi iz te oblasti danas nemaju neki veći značaj, njegovo ime je zapamćeno kao ime značajnog putopisca i književnika. Kada je 1885. godin, po nalogu Njemačkog ministarstva za inostrane poslove, bio postavljen za vođu ekspedicije u tadašnju njemačku koloniju Kamerun, a tri godine kasnije (1888) za člana ekspedicije od Južne Afrike (Kejptaun) do Namibije (Damaraland), u potrazi za nalazištima zlata, Švarc je taj period ovjekovječio u literarnim ostvarenjima: Kamerun. Putovanje u zaleđe kolonije, Mimbo i Mimba. Misionarski roman iz Kameruna, U njemačkoj zemlji zlata, Slike sa putovanja o jugozapadnim afričkim kolonijama, Slavujev grob, Roman iz života crnaca u Africi.
Dio svojih evropskih putovanja opisao je u knjizi Sa Istoka, Pisma sa putovanja u Mađarsku, Transilvaniju, Vlašku, Tursku i Malu Aziju, koja je objavljena 1876. godine.

## Opis Crne Gore
Dolazi u Crnu Goru 1880. godine na mjesec dana, kako bi obavio zemljopisna istraživanja. Njegov putopis Crna Gora, opis putovanja kroz unutrašnjost sa nacrtom zemljopisa zemlje, spada u najopsežnije njemačke putopise o Crnoj Gori, u kojem pokazuje veoma veliku naklonost prema ovoj zemlji i njenim ljudima. Putopis se sastoji iz dva dijela. U prvom dijelu je opis putovanja po unutrašnjosti Crne Gore, a u drugom je prezentovao zemljopisna istraživanja tada istaknutih njemačkih naučnika (Bart, Titce, Kiper Bitner, Mojsović). Suprostavlja se ustaljenom viđenju Crne Gore koja je do tada među Nijemcima prikazivana sa dosta predrasuda i zlonamjernosti.
U prvom dijelu putopisa opisuje putovanje vozom od Drezdena do Beča, preko Ljubljane za Rijeku, a odatle brodom do Kotora, kada stupa na crnogosko tlo i upućuje se u unutrašnjost zemlje. Na svom putovanju on upoznaje svog saputnika, čuvenog istoričara, slavistu, etnologa i zemljopisca Pavla Rovinskog, dobrog poznavaoca Crne Gore. Upoznao se s njim na Cetinju: "Tako sam ovom prilikom upoznao gospodina Rovinskog, koji će na mom putovanju po zemlji odigrati glavnu ulogu." Zbog nepoznavanja jezika, na prijedlog vlade Crne Gore, Rovinski je prihvatio da mu bude pratilac tokom ovog jednomjesečnog putovanja.
Posjetio je: Rijeku Crnojevića, Bar, Ulcinj, Skadar, Podgoricu, Spuž, Danilovgrad, Nikšić, Šavnik, Kolašin, Manastir Moraču...
O ovom putopisu od 21.aprila do 10.maja 1881. pisao je Glas Crnogorca.

### Susret sa Knezom Nikolom
Nakon obilaska Crne Gore Švarc je imao prijem kod Kneza Nikole:
Naravno, vijest o mom srećnom povratku već je stigla do dvora. Pojavio se jedan ađutant i prenio mi je porukuda Knjaz koće da me primi u tri sata popodne... Nisam dugo čekao. Začuo se trom bat koraka, zavjese su se podigle i pojavilo se njegovo visočanstvo. Knjaz Nikola je visok, mišićav čovjek, kao i većina Crnogoraca, ali je prilično punačak. Njegove oštre crte lica oavale su inteligenciju i habrost, ali i blagost i prijateljstvo. Prema običaju u ovoj zemlji, on nosi brkove, ali i zaliske. Obučen je u narodnu nošnju, samo što je ona boljeg materijala i bogatije ukrašena. Njegovo visočanstvo Knjaz bio je veoma milostiv prema meni stalno je ponavljao nadu da će i ubuduće dolaziti još njemačkih naučnika da istražuju njegovu zemlju sa svih aspekata. Odbio je moju molbu da razgovaramo na njemačkom jeziku i, uz osmijeh, napomenuo da se služi njemačkim jezikom, ali se ustručava da to učini u prisustvu onih kojima je njemački jezik maternji. Kao znak potpune dobrodošlice ponudio mi je cigaretu, što, kao što je poznato, čini vladar na Zlatnom rogu (u Carigradu) samo kada nekoga veoma uvažava. Prema želji njegovog visočanstva, pričao sam mu na francuskom jeziku o mom putovanju i hvalio sam ono što je bilo vrijedno hvale, a toga je bilo dosta. Nisam se ustručavo ni da kažem šta mi se ne sviđa i šta bi se, po mom mišljenju, moglo popraviti. Njegovo visočanstvo se složilo sa mnom u svemu, ali je ukazao na one prilike u zemlji koje su se popravljale veoma sporo. Vladar "crnih planina" me je otpustio uz čvrst stisak ruke i sa željom da me opet vidi u Crnoj Gori. A bilo je i krajnje vrijeme da krenem. Sat je već pokazivao 5 časova poslije podne, a sunce je naginjalo ka horizontu.

### Zanimljivosti
U ovom opisu putovanja u Crnu Goru neka tadašnja sporadična zapažanja su iz današnjeg aspekta promijenjenih društveno-političkih okolnosti, postala zanimljiva. Karlobag je najjužnija od većih hrvatskih naseobina, Šćepan Mali je nazvan Hrvatom,  crnogorsku mušku nošnju je ovako opisao: "Ostali dijelovi odjeće predstavljaju tri stare srpske boje na takav način da je prsluk crven poput skerleta, pantalone su plave, a čarape bijele." Djeca u školama pored ostalih predmeta imaju i predmete: srpski jezik i srpska istorija, a izostanak sa crkvene službe se morao pravdati kao i izostanak iz škole Teritorijalno proširenje Crne gore na obale mora Švarc pozdravlja ovim riječima: "Neka se iznad daleke slane bujice, koju su čežnjivo posmatrali godinama, kroz buduće vjekove leprša trobojka starog srpskog cara..." Njegoš mu je najznačajniji srpski pjesnik. Podgorica mu je albanski grad (albanski Lajpcig), Prokletije na više mjesta naziva gornje-albanskim Alpama, dok su mu sjeverniji Arnauti slovenskog porijekla a Albanci su, za razliku od Crnogoraca, bez nacionalne svijesti. Zamjera i Spiridonu Gopčeviću što je skandalozno oklevetao Crnogorce u svojoj knjizi o njima. Zapaža da u tadašnjoj Crnoj Gori nema pijanaca, debelih ljudi, prostitucije, naplaćivanja gostoprimstva, prosjačenja (primanje milostinje im je ispod časti), ali i zamjera gotovo ropsku ulogu žene koja radi i muške poslove. U opisu sela Vrake pored Skadra, koje nije obišao, samo navodi da tu žive veoma loši ljudi. Ne navodi nјihovu etničku pripadnost niti razloge za ovakav stav, a razlog je taj što su u to srpsko selo u Albaniji izbjegli protjerani Kadići, zbog atentata (osveta za Danilovo nasilje nad jednom popadijom na Ostrogu) na kneza Danila 1860. godine. Crnogorci su ogranak Srba, potomci hrišćanskih ratnika koje je knez Lazar predvodio u nesrećnoj bici na Kosovu polju 15. juna 1389. Ovaj dan nestanka jednog velikog carstva istovremeno je bio dan rađanja crnogorske nacije.